# Pendragon (zespół muzyczny)
Pendragon – brytyjski zespół muzyczny, grający rocka progresywnego. Założony około roku 1978 w Stroud, Gloucestershire, niedaleko Bristolu, przez Nicka Barretta. Początkowo nosił nazwę „Zeus Pendragon”.

## Muzycy
Obecny skład zespołu
- Nick Barrett – śpiew, gitara elektryczna
- Peter Gee – gitara basowa
- Clive Nolan – instrumenty klawiszowe
- Jan – Vincent Velazco – perkusja

Byli członkowie zespołu
- Julian Baker – śpiew, gitara elektryczna
- Rik Carter – instrumenty klawiszowe
- Nigel Harris – perkusja
- Fudge Smith – perkusja
- Joe Crabtree – perkusja
- Scott Higham – perkusja

## Historia

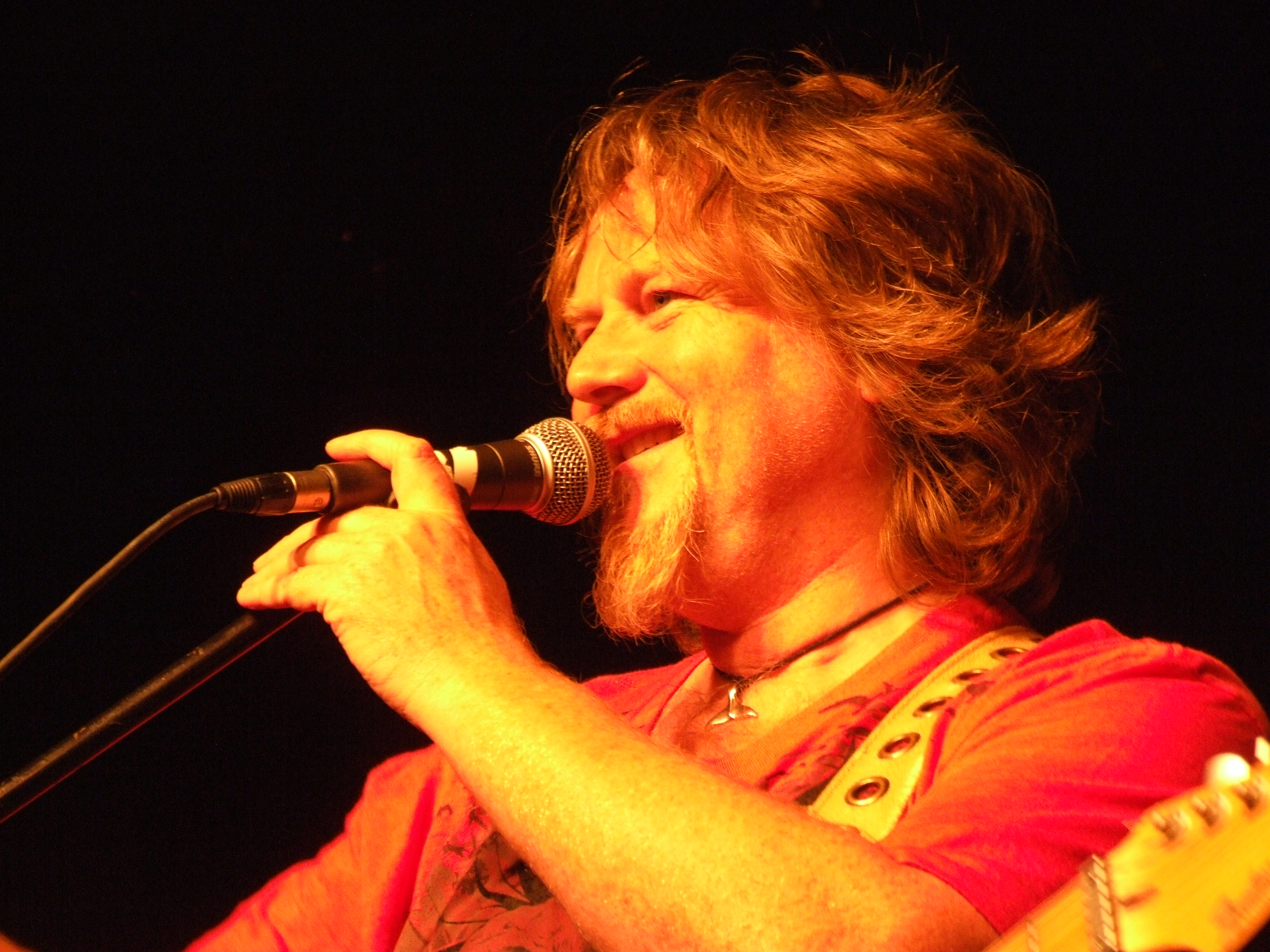
Lider grupy Nick Barrett podczas koncertu w 2010

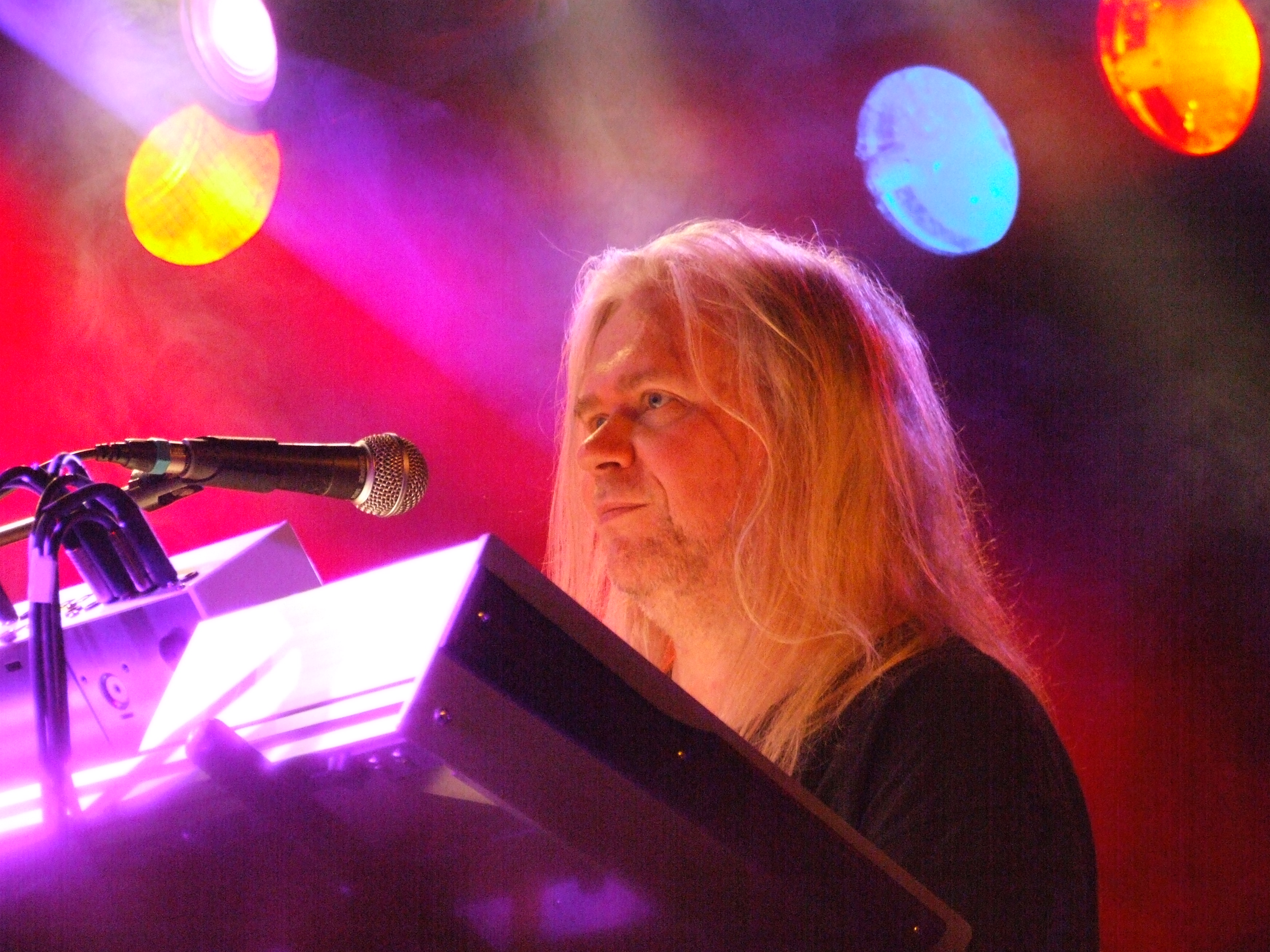
Klawiszowiec Clive Nolan podczas koncertu w 2010

Zespół pod nazwą Zeus Pendragon rozpoczął działalność w miejscowości Stroud w Anglii w 1978 r. Stanowili go wtedy Nick Barrett (gitara, wokal), Julian Baker (gitara, wokal), Nigel Harris (perkusja) oraz Stan Cox (bas). Po niedługim okresie pierwszy człon nazwy został usunięty.
Niebawem Pendragon został dostrzeżony przez menedżera Grega Linesa. Dostarczyło to zespołowi silnego impulsu do pracy. W tym czasie z grupy odszedł Cox i zastąpił go Robert Dalby. Grupa wzbogaciła się także o klawiszowca z lokalnej grupy Cygnus, Johna Barnfielda. Niebawem z zespołu odszedł Baker, a mający go zastąpić Peter Gee zmienił szybko gitarę na bas, gdy na odejście zdecydował się także Dalby. Barrett i Barnfield, tworząc wspólnie materiał, wypracowali niebawem charakterystyczny styl grupy.
W 1982 r. od wspólnego koncertu Marillion i supportującego go Pendragonu w niedalekim Gloucester rozpoczęła się bliska współpraca obu grup. Tak zaczął się nowy rozdział w historii zespołu. Wspólne koncerty tak przysporzyły Pendragonowi słuchaczy, że już rok później zespół zgromadził 30 tysięczną widownię podczas koncertu podczas Reading Festival. Grupa zagrała też na żywo w piątkowym show Tommy’ego Vance’a w programie pierwszym radia BBC.
Nie chcąc rezygnować ze swej pracy zawodowej, jeden z filarów grupy – John Barnfield – zdecydował się na odejście. Przy instrumentach klawiszowych zasiadł Rik Carter. W 1984 r. pod szyldem Elusive, wytwórni należącej do menedżera Marillion Johna Arnisona, zespół wszedł do studia i nagrał minialbum Fly High, Fall Far, a niedługo później – pierwszy LP, zatytułowany The Jewel. Grupa nie dostała jednak stałego kontraktu. Grupę opuścił jeden z założycieli, perkusista Nigel Harris. Zastąpił go na krótko Matt Anderson, jednak szybko zrezygnował, odchodząc wraz z Rikiem Carterem.
Pendragon stanowili zatem już tylko Barrett i Gee. Na szczęście w zespole pojawił się perkusista Fudge Smith i z pomocą sesyjnego klawiszowca Jamesa Colaha udało się zakończyć trasę koncertową, na podstawie której powstał album 9.15 Live. Wtedy też, w 1985, grupa zagrała swój pierwszy koncert poza granicami Anglii, który odbył się w Utrechcie, w Holandii. Barrettowi wkrótce udało się pozyskać do zespołu stałego klawiszowca, swojego przyjaciela z dzieciństwa, Clive’a Nolana. Po krótkiej współpracy z wytwórnią Records, w 1988 r. grupa założyła własną, o nazwie Toff Records. Materiał na płytę demo dla EMI wraz z kilkoma nowymi utworami złożyły się na pierwsze wydawnictwo Toff Records – płytę Kowtow. W tym mniej więcej czasie Barrett zaangażował do współpracy Simona Williamsa, twórcę charakterystycznych grafik zdobiących okładki płyt Pendragonu.
Wydanie albumu The World znaczy rozpoczęcie kolejnego rozdziału w historii grupy. Płyta została bardzo dobrze przyjęta przez krytyków, liczba fanów znacznie się powiększyła, zespołem zainteresowała się także prasa. Toff Records działała prężnie, a skład zespołu w końcu był stały. Kolejne płyty, The Window of Life oraz The Masquerade Overture (wg portalu Progarchives najwyżej oceniona płyta w dorobku grupy), okazały się również wielkim sukcesem. Barret, Gee, Nolan, Williams i dźwiękowiec Karl Groom stworzyli zgrany zespół sprzedający najwięcej płyt wśród zespołów grających prog-rock niezwiązanych z żadną dużą wytwórnią. Pendragon zagrał też swoje pierwsze koncerty w Ameryce Południowej: w Brazylii, Chile i Argentynie.
Z powodu prywatnych kłopotów Barretta (długotrwały proces rozwodowy) na kolejnym album Not of This World fani musieli czekać 5 lat. Album uznawany jest za najbardziej emocjonalny wśród płyt grupy, a przez wielu – za najlepszy w ich historii. Krótko po wydaniu albumu, Barrett został uznany „najlepszym gitarzystą roku 2001” przez brytyjski Classic Rock Society. W 2002 zespół wydał koncertowy krążek Acoustically Challenged, nagrany podczas występu na żywo w Trójce w Polsce W 2005 ukazał się kolejny, siódmy album Pendragonu zatytułowany Believe, żywszy i o niejako „młodszym” brzmieniu niż poprzedni krążek. W tym samym roku grupa zagrała swój pierwszy koncert w Ameryce Północnej, w Los Angeles, USA
Niebawem miała miejsce kolejne, po długim okresie spokoju, przetasowanie w szeregach grupy. Po 20 latach wspólnego grania z zespołu odszedł perkusista Fudge Smith, zastąpiony przed młodego muzyka Joego Crabtreego. W odnowionym składzie zespół wyruszył na swoją największą jak dotąd trasę koncertową. Materiał z trasy stał się bazą dla pierwszego wydawnictwa DVD zespołu: And Now Everybody to the Stage.
W 2008 roku grupę opuścił Joego Crabtreego, a zastąpił go Scott Higham.
W 2014 roku grupę opuścił Scott Higham, a zastąpił go Craig Blundell.

## Dyskografia

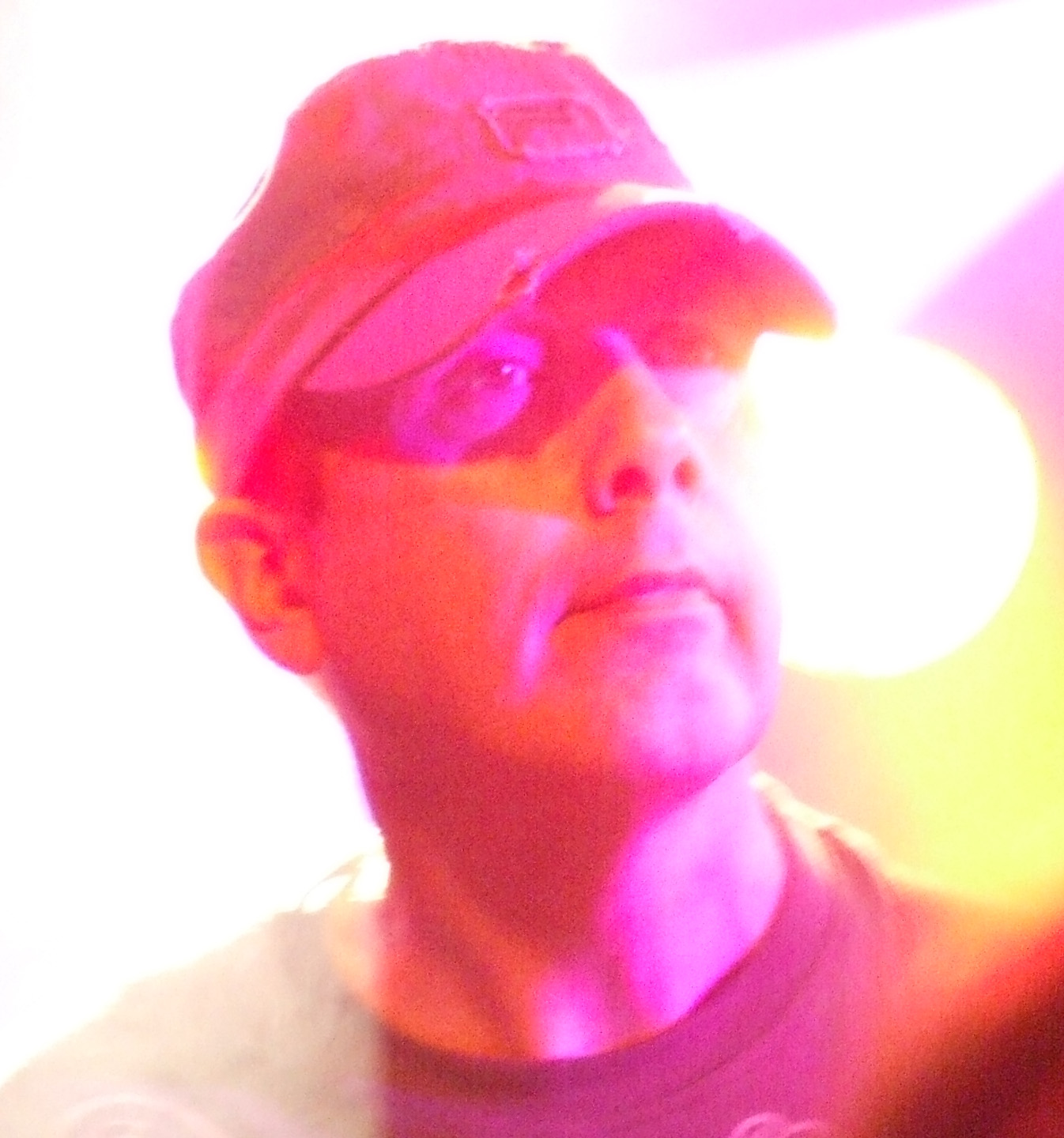
Basista Peter Gee podczas koncertu w 2010

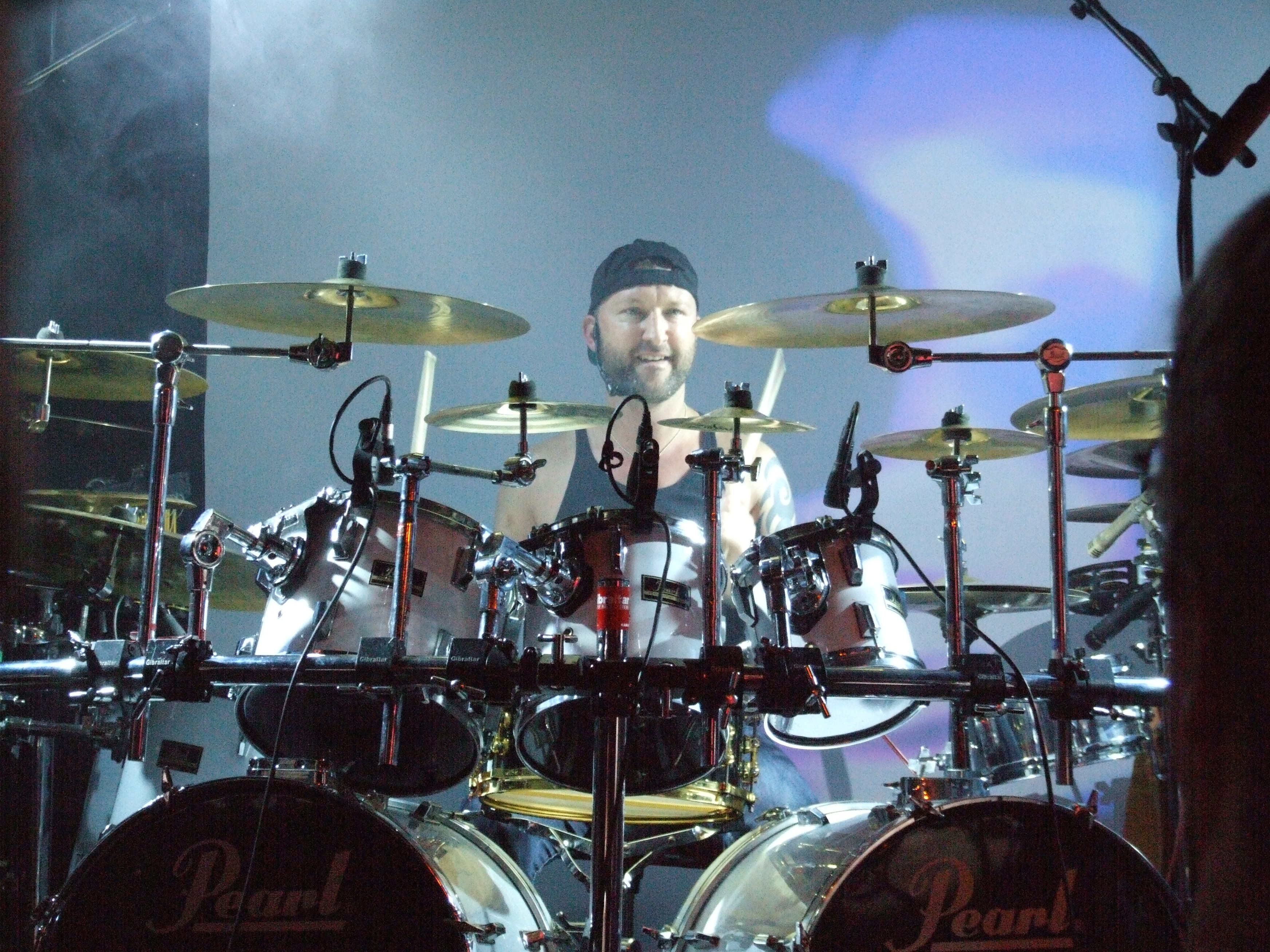
Perkusista Scott Higham podczas koncertu w 2010

### Albumy studyjne
- Fly High, Fall Far (1984) – EP
- The Jewel (1985)
- Kowtow (1988)
- The World (1991)
- The Window of Life (1993)
- Fallen Dreams and Angels (1994) – EP
- The Masquerade Overture (1996)
- As Good as Gold (1996) – EP
- Not of This World (2001)
- Believe (2005)
- Pure (2008)
- Passion (2011)
- Men Who Climb Mountains (2014)
- Love Over Fear (2020)
- North Star[2] (2023) – EP

### Albumy koncertowe
- 9:15 Live (1986)
- Utrecht...The Final Frontier (1995)
- Live in Kraków 1996 (1997)
- Acoustically Challenged (2002)
- Liveosity (2004)

### Składanki
- The Rest of Pendragon (1991) (kompilacja singli i EP)
- The Very Very Bootleg (1993)
- Overture 1984–1996 (1998) (kompilacja, wydana w USA)
- Once Upon a Time in England Volume 1 (1999) (limitowana)
- Once Upon a Time in England Volume 2 (1999) (limitowana)
- The Round Table (1999)
- The History: 1984–2000 (2000) (kompilacja, wydana w Polsce)

### Wideografia
- Live at Last... And More (1997) – VHS
- Live at Last... And More (2002) – DVD
- Liveosity (2004) – DVD
- And Now Everybody to the Stage (2006) – DVD
- Past and Presence (2007) – DVD
- Concerto Maximo (2009) – DVD
- Out of Order Comes Chaos (2012) – DVD
- Masquerade 20 (2017) – DVD